# 家政学部
家政学部（かせいがくぶ，英語：Faculty of Home Economics）は、主に家庭におけるさまざまな生活形態を科学的に分析・研究し、実践的な試みを研究する学部である。

## 概要
- 家政学は、家庭を守る婦人のために明治時代から発展した学問である。現代では生活科学の方面へと発展している。家政学部の各学科で学んだ学生が卒業時に要件を満たすことで、共通して取得出来る主な資格は、中学校・高等学校の家庭科教師の免許（教育職員免許状）である。
- 学科として「家政学科」が存在するが、これは家政学部とほぼ同義である。

## 家政学部を置く日本の大学
- 東北生活文化大学
- 郡山女子大学
- 東京家政大学・東京家政大学短期大学部
- 日本女子大学
- 共立女子大学
- 大妻女子大学
- 和洋女子大学
- 鎌倉女子大学
- 愛知学泉大学
- 名古屋女子大学
- 岐阜女子大学
- 京都女子大学
- 京都華頂大学（現代家政学部）
- 神戸女子大学
- 安田女子大学
- 九州女子大学

## かつて家政学部を設置していた日本の大学
- 国立
  - お茶の水女子大学 - 家政学部を改組し生活科学部を設置（1992年）
  - 奈良女子大学 - 家政学部を改組し生活環境学部を設置（1993年）
- 公立
  - 大阪市立大学 - 家政学部を改組し生活科学部を設置（1975年）
  - 京都府立大学 - 家政学部を改組し生活科学部を設置（1977年）
  - 熊本女子大学（現・熊本県立大学） - 文家政学部を改組し生活科学部を設置（1980年）
  - 山口県立大学 - 家政学部を改組し生活科学部を設置（1998年）
  - 県立広島女子大学（現・県立広島大学） - 家政学部を改組し生活科学部を設置（1995年）
  - 福岡女子大学 - 家政学部を改組し人間環境学部を設置（1995年）
  - 高知女子大学（現・高知県立大学） - 家政学部を改組し生活科学部を設置（1998年）
- 私立
  - 椙山女学園大学 - 家政学部（1949年開設）を改組し生活科学部を設置（1991年）
  - 大阪国際女子大学（現・大阪国際大学） - 家政学部を改組し人間科学部を設置（1992年）
  - 昭和女子大学 - 家政学部を改組し生活科学部を設置（1994年）
  - 武庫川女子大学 - 家政学部を改組し生活環境学部を設置（1994年）
  - 四国大学 - 家政学部を生活科学部に改称（1995年）
  - 実践女子大学 - 家政学部を生活科学部に改称（1995年）
  - 同志社女子大学 - 家政学部を改組し生活科学部を設置（1995年）
  - ノートルダム清心女子大学 - 家政学部を人間生活学部に改称（1996年）
  - 西九州大学 - 家政学部を健康福祉学部に改称（2001年）
  - 金城学院大学 - 家政学部を生活環境学部に改称（2002年）
  - 徳島文理大学 - 家政学部を人間生活学部に改称（2002年）
  - 東京家政学院大学 - 家政学部を改組し現代生活学部を設置（2010年）
  - 東北女子大学（現：柴田学園大学） - 家政学部を生活創生学部に改称（2020年）

なお、本土復帰前の琉球大学にも、1952年から1954年にかけて家政学部が設置されていた（同学部は、その後、1954年から1958年にかけては農家政学部に、1958年から1967年にかけては農家政工学部になり、1967年に教育学部などへ改組された）。
また、その源流に旧制宮城県女子専門学校がある東北大学は、この学校の教育資源を元として、新制大学としての発足時に農学部に家政学科（のち、生活科学科）を設置していた時期がある。